# Mijaíl Vashakidze
Mijaíl Aleksándrovich Vashakidze (en ruso: Михаи́л Алекса́ндрович Вашаки́дзе; en georgiano: მიხეილ ვაშაკიძე; 28 de agosto de 1909 - 27 de noviembre de 1956) fue un astrónomo ruso soviético de origen georgiano, especializado en el estudio de la luminosidad de las galaxias.

## Biografía
Vashakidze nació en 1932 en la aldea de Didi-Dzhikanshi  (Georgia). Se graduó en la Universidad Estatal de Tiflis, y desde 1936 trabajó en el Observatorio Astronómico Abastumanskaia. Docente de astronomía en la Universidad de Tiflis, a partir de 1954 obtuvo una plaza de profesor.
Dedicó sus principales trabajos científicos al estudio de las estrellas, del medio interestelar de las galaxias y a los métodos fotométricos y polarimétricos de observación de las galaxias. Ideó un procedimiento eficaz para el estudio de la densidad espacial de las estrellas, conocido como el "método de Vashakidze-Oort" (1937). En las décadas de 1940 y 1950 investigó la absorción de la luz directa de las galaxias, definiendo los indicadores de color de varios cientos de galaxias, y estableció la dependencia de la métrica de color de los tipos de galaxia, compilando estos indicadores. Realizó el estudio de las propiedades de polarización de los materiales de la corona solar, sirviéndose de eclipses solares totales. Intentó detectar la polarización de la luz de las galaxias entre 1953 y 1955. Basándose en observaciones fotográficas, independientemente de Víktor Dombrovski, descubrió la polarización de la radiación de la nebulosa del Cangrejo (1954). Destacó que el grado de polarización de los componentes individuales de la nebulosa es tan grande, que las imágenes según las diferentes orientaciones de los polarizadores son distintas. Desarrolló un método simple de evaluación de la temperatura y de la densidad de las nuevas estrellas de acuerdo con la aparición de líneas "prohibidas" en los espectros.

## Eponimia
- El cráter lunar Vashakidze lleva este nombre en su memoria.[3]